# Luz Amparo Álvarez
Luz Amparo Álvarez Arias (Medellín, 21 de junio de 1972) es una actriz imitadora de Colombia que nació en Medellín, ciudad en la cual inició su carrera musical. Cursó estudios de teoría musical, técnica vocal, canto y percusión, además de locución de radio y televisión.

## Vida personal
Nació en Medellín. Durante varios años hizo parte de reconocidas agrupaciones musicales antioqueñas en las cuales se inició como cantante y baterista.
Inició su carrera humorística al lado de Crisanto Vargas en el Manicomio de Vargasvil, lo cual se convirtió en una verdadera experiencia de formación en el humor. En 1996, integró el elenco fundador del programa radial La Zaranda donde realmente inició su carrera como imitadora; sus primeros personajes fueron María Emma Mejía, Nohemí Sanín y Natalia París. Simultáneamente conformó el grupo Virus en compañía de Sáulo García (ex-marinillo) con quien participaba en una sección de humor para el noticiero NTC y luego en Sábados felices. En el año 2002 fue invitada especial de la cadena Univisión, en México, para el programa “Los Metiches”.Durante varios años hizo parte del show de La Zaranda “Dignos de Imitar”, que recorrió varias ciudades del país y del exterior. Además con su espectáculo individual en el cual combina música y humor, hace gala de sus dotes como cantante e imitadora. Desde 2001 conforma el equipo artístico del programa “La Banda Francotiradores” del Canal RCN, donde ha creado personajes ficticios que se valen de la sátira y el sarcasmo para tratar temas de actualidad, además de múltiples figuras de la vida nacional e internacional. Hizo parte del programa radial de RCN Radio, El Cocuyo, donde continúa con las imitaciones de personajes nuevos y tradicionales.

## Televisión
| Año  | Título                                             | Rol                        | Nota               |
| ---- | -------------------------------------------------- | -------------------------- | ------------------ |
| 2018 | Colombia ríe                                       | Jurado                     | RCN Televisión     |
| 2015 | Yo me llamo Internacional, la conquista de América | Jurado                     | Caracol Televisión |
| 2014 | Yo me llamo 3                                      | Jurado                     | Caracol Televisión |
| 2012 | Yo me llamo 2                                      | Jurado                     | Caracol Televisión |
| 2011 | Yo me llamo                                        | Jurado                     | Caracol Televisión |
| 2010 | Humor a la carpa                                   | Imitadora                  | RCN Televisión     |
| 2006 | Factor X: La batalla de las estrellas              | Participante (Ganadora)    | RCN Televisión     |
| 2001 | La banda francotiradores                           | Imitadora-Presentadora     | RCN Televisión     |
| 1998 | Sábados felices                                    | Invitada en el Grupo Virus | Caracol Televisión |
| 1997 | Noticiero NTC                                      | Sesión de humor político.  | Grupo Virus        |

## Voz comercial, jingle, cine y locución
Ha estado presente en comerciales publicitarios, cabezotes de telenovelas, incidentales, jingles de reconocidas marcas, discografía infantil, en ocasiones con su propia voz y en otras con su voz actuada. Personajes animados, voces de niños, coros y muchas más en las que es casi imposible reconocer su voz. Algunos de ellos son:

| Año       | Título                                                 | Personaje               | Canal                 |
| --------- | ------------------------------------------------------ | ----------------------- | --------------------- |
| 2018-2019 | Maguaré en la ceiba                                    |                         | Ministerio de Cultura |
| 2015      | Todos se van                                           | Seudónimo: Luz del Pino | Cine Nacional         |
| 2004      | Un Angel llamado Azul                                  |                         | RCN Televisión        |
|           | Emulsión de Scott, Aromatel, Pastas doria, entre otros | Jingle comerciales      | Televisión Nacional   |

## Radio
- El Cocuyo - RCN Radio - Ester Tulia, la empleada entrometida y Dina Mirta Torres, la guerrillera
- La Zaranda

## Personajes imitados
Más de 1.000 voces han pasado por su garganta. Los personajes más recordados son:
- Shakira
- Noemí Sanín
- Natalia París
- María Emma Mejía
- Íngrid Betancourt
- Piedad Córdoba
- Ana Gabriel
- Christina Aguilera
- Amparo Grisales
- Pimpinela
- Andrea Echeverri
- Paloma San Basilio
- Marta Lucía Ramírez
- Pimpinela
- Betty la Fea
- Karol G
- Lady Gaga
- Amy Winehouse
- Edith Piaf

## Carrera musical
A sus 40 años Luz Amparo lanzó su álbum debut llamado "Lo que soy". En este nuevo álbum Luz amparo muestra su alegría y su sensibilidad.